# Milestone (azienda)
Milestone, nota come Graffiti fino al 1995, è un'azienda italiana dedita allo sviluppo di videogiochi con sede a Milano, fondata nel 1993 da Antonio Farina.

## Storia
Venne creata nel 1993 da Antonio Farina, ex coordinatore della Idea, come Graffiti, nome con il quale ha sviluppato i suoi primi titoli: tra questi la prima edizione del simulatore di guida Screamer. Nel 1996 assunse il nome Milestone ("pietra miliare" in inglese), specializzandosi soprattutto nelle simulazioni di giochi di corse, per le varie versioni di Playstation, Xbox e PC. Il gioco SCAR e i suoi seguiti "spirituali" Corvette Evolution GT e Super-Bikes: Riding Challenge hanno introdotto elementi tipici dei giochi di ruolo all'interno delle corse.
Il successo è arrivato con i giochi dedicati alla Superbike. I primi tre (1999, 2000, 2001) facevano parte della linea EA Sports. 
Alla fine del 2002 venne acquisita nel gruppo del distributore Leader, diventandone il braccio dello sviluppo. In seguito ha pubblicato le sue creazioni attraverso la Black Bean Games, e infine autonomamente dopo la fine del Gruppo Leader (2012).
Nel 2007 Milestone ha esordito su PlayStation Portable, realizzando i titoli SBK-07 e MotoGP 07.
Nel 2008 sono usciti SBK-08 e MotoGP 08, i primi due prodotti per le console Xbox 360 e PS3 realizzati dalla casa italiana. Nel 2009 sono prodotti SBK-09 e Superstars V8 Racing. Per il 2010 i seguiti SBK X e Superstars V8 Next Challenge, e il ritorno, dopo cinque anni, del rally con la licenza World Rally Championship grazie alla quale produce per PS3, Xbox 360 e PC fino al 2013 cinque giochi.
Il fondatore Antonio Farina ha lasciato l'azienda nel 2011.
A maggio 2012 è uscito SBK Generations, il prosieguo della saga SBK. Nel 2013 ha pubblicato MotoGP 13 su PC, Xbox 360, PS3 e PlayStation Vita. A giugno 2014 ha pubblicato MotoGP 14. A giugno 2015 è uscito MotoGP 15 per PlayStation 4, PlayStation 3, Xbox One, PC, Steam, Xbox 360. Nel 2014 l'azienda milanese ottiene una nuova licenza, quella del campionato mondiale di motocross, per il quale ha finora sviluppato e pubblicato cinque giochi.
Negli anni seguenti, Milestone pubblica altre due nuove proprietà intellettuali: Ride, il cui primo capitolo è uscito nel 2015, seguito da Ride 2 (2016), Ride 3 (2018) e Ride 4 (2020) più lo spin-off dedicato ai 90 anni di Ducati (2016), e Gravel, dedicato alle corse su quattro ruote off-road.
Proprio a cavallo tra il 2017 e il 2018 avviene anche il cambio di motore grafico, passando da un software proprietario all'Unreal Engine 4 di Epic Games.
Un'altra importante licenza viene acquisita in questi anni, quando nel 2018 esce Monster Energy Supercross - The Official Videogame, il videogioco ufficiale del campionato statunitense AMA di Supercross.
Il 14 agosto 2019 viene annunciata la cessione dell'azienda da parte della famiglia proprietaria alla tedesca Koch Media, a sua volta controllata da THQ Nordic.
Il 25 febbraio 2021 Milestone, in collaborazione con Mattel, annuncia Hot Wheels Unleashed, nuovo videogioco ufficiale del noto marchio di giocattoli.

## Videogiochi

### Graffiti
| Anno | Titolo       | Piattaforma    |
| ---- | ------------ | -------------- |
| 1994 | Super Loopz  | Super Nintendo |
| 1994 | Iron Assault | MS-DOS         |
| 1995 | Screamer     | MS-DOS         |

### Milestone
- Screamer 2 (1996), MS-DOS
- Screamer Rally (1997), MS-DOS - PC
- Superbike World Championship (1999), PC
- Superbike 2000 (2000), PS - PC
- Superbike 2001 (2000), PC
- L'eredità (2003), PS2 - PC
- Racing Evoluzione (2003), Xbox
- SCAR - Squadra Corse Alfa Romeo (2005), Xbox - PS2 - PC
- Evolution GT (2006), PS2 - PC
- Super-Bikes: Riding Challenge (2006), PS2 - PC
- SBK-07: Superbike World Championship (2007), PS2 - PSP
- MotoGP 07 (2007), PS2
- SBK-08: Superbike World Championship (2008), Xbox 360 - PS3 - PS2 - PSP - PC
- MotoGP 08 (2008), Xbox 360 - PS3 - PS2 - Wii - PC
- SBK-09: Superbike World Championship (2009), Xbox 360 - PS3 - PS2 - PSP - PC
- Superstars V8 Racing (2009), Xbox 360 - PS3 - PC
- Superstars V8 Next Challenge (2010), Xbox 360 - PS3 - PC
- SBK X (2010), Xbox 360 - PS3 - PC
- WRC: FIA World Rally Championship (2010), Xbox 360 - PS3 - PC
- SBK 2011: Superbike World Championship (2011), Xbox 360 - PS3 - PC[8]
- WRC 2 FIA World Rally Championship (2011), Xbox 360 - PS3 - PC
- SBK Generations (2012), Xbox 360 - PS3 - PC
- MUD FIM Motocross World Championship (2012), Xbox 360 - PS3 - PS Vita - PC
- WRC 3 FIA World Rally Championship (2012), Xbox 360 - PS3 - PS Vita - PC
- WRC Powerslide (2013), Xbox 360 - PS3 - PC
- MotoGP 13 (2013), Xbox 360 - PS3 - PS Vita - PC
- WRC 4 FIA World Rally Championship (2013), Xbox 360 - PS3 - PS Vita - PC
- MXGP: The Official Motocross Videogame (2014) Xbox 360 - PS3 - PS Vita - PC
- MotoGP 14 (2014), PS4 - PS3 - Xbox 360 - PS Vita - PC
- Ride (2015), PS4 - PS3 - Xbox 360 - PS Vita - PC
- MotoGP 15, (2015), PS3 - PS4 - Xbox 360 - Xbox One - PC
- Ducati - 90th Anniversary, (2016), PS4 - Xbox One - PC
- Sébastien Loeb Rally Evo, (2016), PS4 - Xbox One - PC
- MXGP 2: The Official Motocross Videogame, (2016), PS4 - Xbox One - PC
- Valentino Rossi The Game, (2016), PS4 - Xbox One - PC
- Ride 2, (2016), PS4 - Xbox One - PC
- MXGP3 - The Official Motocross Videogame, (2017), PS4 - Xbox One - PC
- MotoGP 17 (2017),  PS4 - Xbox One - PC
- Gravel, (2018), PS4 - Xbox One - PC
- Monster Energy Supercross - The Official Videogame, (2018), PS4 - Xbox One - PC - Nintendo Switch
- MotoGP 18, (2018), PS4 - Xbox One - PC - Nintendo Switch
- MXGP Pro, (2018), PS4 - Xbox One - PC
- Ride 3, (2018), PS4 - Xbox One - PC
- Monster Energy Supercross - The Official Videogame 2, (2019), PS4 - Xbox One - PC - Nintendo Switch
- MotoGP 19, (2019), PS4 - Xbox One - PC - Nintendo Switch
- Monster Energy Supercross - The Official Videogame 3, (2020), PS4 - Xbox One - PC - Nintendo Switch - Stadia
- MotoGP 20, (2020), PS4 - Xbox One - PC - Nintendo Switch - Google Stadia
- Ride 4, (2020),  PlayStation 4, PlayStation 5, Xbox One, Xbox Series X/S e Windows.
- MXGP 2020 - The Official Motocross Videogame, (2020), PS4 - PC - Xbox One - PlayStation 5
- Monster Energy Supercross - The Official Videogame 4, (2020), PS4 - Xbox One - PC - Nintendo Switch - Stadia - PlayStation 5 - Xbox Series X/S
- MotoGP 21 (2021), PS4 - PC - Xbox Series X/S - Xbox One - PlayStation 5 - Nintendo Switch
- Hot Wheels Unleashed, (2021), PlayStation 4, PlayStation 5, Xbox One, Xbox Series X/S, Nintendo Switch, PC
- Monster Energy Supercross: The Official Videogame 5, (2022), Windows, PlayStation 4, PlayStation 5, Xbox One, Xbox Series X/S
- MotoGP 22 (2022), PlayStation 4, PlayStation 5, Xbox One, Xbox Series X/S, Nintendo Switch, PC
- SBK 22, (2023), Windows, PlayStation 4, PlayStation 5, Xbox One, Xbox Series X/S
- Monster Energy Supercross: The Official Videogame 6, (2023), Windows, PlayStation 4, PlayStation 5, Xbox One, Xbox Series X/S
- MotoGP 23, (2023), Windows, Nintendo Switch, PlayStation 4, PlayStation 5, Xbox One, Xbox Series X/S
- SBK 23, (2023), Windows, PlayStation 4, PlayStation 5, Xbox One, Xbox Series X/S
- Ride 5, (2023), Windows, PlayStation 5, Xbox Series X/S, dal 24 agosto[9]
- Hot Wheels Unleashed 2: Turbocharged, (2023), PlayStation 4, PlayStation 5, Xbox One, Xbox Series X/S, Nintendo Switch, PC
- MotoGP 24, (2024), Windows, Nintendo Switch, PlayStation 4, PlayStation 5, Xbox One, Xbox Series X/S